# Antioco VII
Antioco VII Evergete Sidete (greco: Antiochos Euergetes Sidetes, "il Benefattore" e "della città di Side"; ... – Ecbatana, primavera 129 a.C.) è stato un sovrano dell'Impero seleucide dal 138 a.C. alla sua morte, l'ultimo di un certo livello.

## Biografia

### Origini
Antioco era figlio del re di Siria Demetrio I Sotere e apparteneva alla stirpe dei Seleucidi. Il suo antenato, Seleuco I, era stato un generale di Alessandro Magno e, dopo la morte di quest'ultimo, i suoi eredi avevano imposto il proprio dominio sulla gran parte dell'impero macedone, creando un regno che si estendeva dall'Asia Minore all'odierno Afghanistan. La data di nascita di Antioco viene solitamente fissata al 164 a.C. sulla base di un'indicazione di Eusebio di Cesarea, che, citando un testo di Porfirio, riporta che Antioco aveva 35 anni nell'anno della sua morte (il 129 a.C.). Alcuni storici, come Edwyn Robert Bevan, però la posticipano di qualche anno, obiettando che il re Demetrio probabilmente sposò sua sorella Laodice solo dopo la sua salita al potere (nel 162 a.C.); ma in effetti nei testi non si riporta esplicitamente che la madre di Antioco fosse questa Laodice, egli potrebbe invece essere stato il frutto di un rapporto extraconiugale. Anche il fatto che Antioco fosse il secondo figlio di Demetrio, quindi fratello minore di Demetrio II Nicatore, è stato messo in dubbio: per Kay Ehling, basandosi sull'analisi di antiche monete, il maggiore era invece Antioco.
Quando Antioco venne al mondo l'impero seleucide si trovava in una situazione molto precaria: nel 152 a.C. Alessandro Bala, un presunto figlio del defunto re Antioco IV, sostenuto da svariati Stati stranieri interessati ad indebolire il regno seleucide, aveva rivendicato il trono, in opposizione all'impopolare re Demetrio I Sotere, ne era stata originata una guerra civile, che era proseguita anche dopo l'uccisione di Demetrio e Alessandro, tra i rispettivi eredi; di ciò avevano approfittato i Parti per impadronirsi delle regioni orientali del regno e alcuni popoli sottomessi per ribellarsi. Lo storico Giustino scrive che, in questa convulsa situazione, nel 152 a.C. Demetrio Sotere aveva decise di mettere i propri figli al sicuro: mandò il primogenito Demetrio II Nicatore a Cnido con parte del tesoro reale, mentre Antioco fu mandato a Side, in Asia Minore (da qui gli venne l'epiteto non ufficiale "Sidete"). Antioco si tenne a lungo fuori dalle turbolente vicende della politica seleucide. Invece suo fratello Demetrio ottenne il sostegno del re d'Egitto, Tolomeo VI Filometore, e, assunta una armata di mercenari, congiunse le proprie forze con quelle di Tolomeo e vendicò il padre: iniziò una seconda guerra civile e nella battaglia di Enoparo (145 a.C.) sia Bala che Tolomeo Filometore furono uccisi.

### Salita al potere
Demetrio non tenne la Siria a lungo: già nel 144 a.C. la popolazione di Antiochia si ribellò e Demetrio si salvò solo grazie all'aiuto dei mercenari ebraici a prezzo di un terribile massacro. Nel 143 a.C. un generale di nome Diodoto sfruttò l'impopolarità di Demetrio per imporre sul trono di Antiochia Antioco VI, giovanissimo figlio di Alessandro Bala, esercitando però il governo di fatto, tanto che nel 140 a.C. si sbarazzò di lui e si incoronò lui stesso re, col nome di Trifone. Demetrio II, che intanto continuava a governare in Celesiria, in Cilicia e Babilonide, nel 139 a.C. fu catturato dai Parti in battaglia. Quando gli giunse questa notizia, Antioco si trovava a Rodi e decise quindi di reclamare il trono, in opposizione all'usurpatore Trifone. Per ottenere alleati nella lotta, Antioco inviò lettere in svariate parti dell'impero seleucide, facendo varie promesse alle città e ai popoli che lo avessero sostenuto. Il libro biblico 1 Maccabei ne cita una indirizzata a Simone, sommo sacerdote di Gerusalemme, che da tempo era in guerra contro i Seleucidi per conquistare l'indipendenza degli Ebrei. A garantire ad Antioco il vantaggio decisivo fu però l'accordo con la regina Cleopatra Tea, figlia del re d'Egitto Tolomeo VI Filometore, moglie di Demetrio II (e prima di lui sposata con Alessandro Bala, al quale aveva partorito Antioco VI), che gli permise di sbarcare con le sue truppe a Seleucia di Pieria. Lo storico Appiano riporta che Cleoparta Tea agì così per gelosia verso Rhodogune, la principessa partica che Demetrio II, dopo essere stato fatto prigioniero, aveva dovuto sposare; Giuseppe Flavio sostiene invece che ella, attraverso l'unione con Antioco VII, che poi sposò, era interessata fondamentalmente a mantenere la sua posizione di potere.
Trifone fu sconfitto una prima volta in battaglia dalle forze di Antioco e costretto a rifugiarsi a Dora, in Fenicia, dove fu assediato fino al 137 a.C.. Trifone riuscì ad evadere con uno stratagemma: durante la fuga seminò dietro di sé delle monete d'oro, che i soldati di Antioco si fermarono a raccogliere rallentando l'inseguimento. Fuggì ad Apamea, dove fu nuovamente assediato e morì ancora nel corso del 137 a.C. (non è chiaro se si suicidò o fu ucciso). Così, dopo dieci anni di guerre civili, l'impero seleucide era unito sotto un solo re.

### Il regno
Poco si sa dei circa nove anni di regno di Antioco VII. Si impegnò in una serie di guerre, per rinsaldare la sua posizione sul trono e riaffermare la supremazia seleucide nel Vicino Oriente. Ma solo la guerra con i ribelli ebrei e l'invasione della Partia sono stati riportati con dettaglio dagli storici. Lo storico Giustino dichiara che l'esercito di Antioco, al momento di marciare contro i Parti, fosse multis finitimorum bellis induraverat, cioè "temprato da molti conflitti di confine". Poiché però non sono per quel periodo note guerre contro i tradizionali nemici dei Seleucidi, i regni d'Egitto e di Pergamo, probabilmente si trattò di campagne per riannettersi quelle regioni dell'impero, come la Giudea, la Mesopotamia e la Commagene, che si erano rese autonome approfittando delle guerre civili che indebolivano il potere centrale. Tranquille paiono essere rimaste anche le relazioni con Roma, che considerava Trifone, il predecessore spodestato da Antioco, un usurpatore. 
Dalla sua unione con la cognata Cleopatra Tea, ad Antioco VII nacquero cinque figli: due figlie entrambe chiamate Laodice e tre figli di nome Seleuco (che seguì il padre nella campagna in Oriente e fu fatto prigioniero dai Parti), Antioco (morto di malattia poco dopo il padre) e un secondo Antioco, che poi divenne re col nome di Antioco IX. 

Nei Moralia Plutarco racconta un aneddoto che mostra quanto il nuovo re di Siria fosse di buon carattere e disposto anche ad accettare critiche su di sé. 
"Mentre cacciava, Antioco perse di vista i propri amici e i propri servi e arrivò in una casetta di campagna, i cui proprietari non lo riconobbero. Durante la cena Antioco gli chiese cosa ne pensassero del re: essi risposero che era fondamentalmente un buon sovrano ma che spesso lasciava molti affari in mano a cortigiani debosciati e a causa della sua passione per la caccia trascurava faccende importanti; poi si fermarono. Il giorno seguente la sua scorta raggiunse la casa, e il re fu riconosciuto quando gli fu portata la corona e le vesti di porpora. Egli disse "Dal giorno in cui ricevetti questi oggetti, non seppi mai la verità su di me: fino a ieri."
A fianco del suo talento di condottiero, Antioco diede prova di essere un sovrano generoso. Divenne famoso per le feste che organizzava, dove venivano distribuite cibarie di ogni genere, veniva consumate grandi quantità di incenso e altre essenze profumate e vi erano persino distribuzioni di pregiati tessuti broccati d'oro. Antioco era anche famoso per essere un grande appassionato di caccia e un fortissimo bevitore. Questa vena edonistica non lo distolse tuttavia dal gestire lo stato con abilità e serietà. Così almeno lo descrive lo storico Posidonio. Invero, a favore di questa descrizione del sovrano potrebbero testimoniare i suoi epiteti, in particolare Euergetes ("benefattore"), Eusebes ("pio") e Soter ("salvatore"), oltre a quello non ufficiale Sidetes ("di Side"). Va naturalmente tenuto in considerazione che l'assegnazione di questi nomi aveva a monte ragioni celebrative e propagandistiche, ma sembrano al contempo indicare una volontà riconciliatrice di Antioco verso i suoi nemici (furono, ad esempio, i Giudei a chiamarlo Eusebes, a seguito del suo comportamento tenuto durante l'assedio di Gerusalemme). Antioco VII poi si fece chiamare Megas ("grande"), come il suo antenato Antioco III, che intendeva richiamarsi ai Gran Re, cioè gli imperatori persiani che in passato avevano dominato l'Asia e dei quali anche Alessandro Magno, che li aveva assoggettati, si era proclamato legittimo erede. 

### Guerra contro gli Ebrei
Gli Ebrei erano caduti sotto il dominio seleucida sotto il re Antioco III, ma, insofferenti verso la volontà di Antioco IV di imporgli i costumi ellenistici, avevano dato inizio ad una sanguinosa rivolta a partire dal 160 a.C., in ciò favoriti dai conflitti dinastici scoppiati in seno al regno di Siria. Simone Maccabeo, capo dei rivoltosi e poi Sommo sacerdote del Tempio di Gerusalemme, aveva ottenuto diverse promesse e concessioni sia da Demetrio II sia da Antioco VII, per averlo come alleato contro Trifone. Nel primo libro dei Maccabei addirittura è riferito che Simone ottenne il diritto di battere una propria moneta e di portare il titolo di «amico del re», ma che poi Antioco VII cambiò repentinamente parere, rifiutò gli aiuti offertigli dagli Ebrei contro Trifone e gli dichiarò guerra. Sebbene l'autore del testo probabilmente confonde la cronologia dei singoli eventi, essi nella sostanza sono confermati dallo storico Giuseppe Flavio: Antioco VII aveva cercato di tenere tranquilli gli Ebrei mentre combatteva contro Trifone, indi si volse contro quelli che riteneva a tutti gli effetti dei ribelli.
Stando al primo libro dei Maccabei, in un primo momento le sorti della guerra arrisero agli Ebrei. Antioco, impegnato ad inseguire Trifone in rotta, inviò in Palestina il suo legato Atenobio a pretendere la restituzione di diverse città occupate dagli Ebrei, l'insediamento di una guarnigione sira nell'Acra (la fortezza nella parte alta di Gerusalemme) oppure, in alternativa, il pagamento di 1000 talenti d'argento; al rifiuto di Simone Maccabeo, il re mandò un esercito al comando di Cendebeo a piegare gli Ebrei con la forza, ma quello fu pesantemente sconfitto nei pressi di Modin. Ma nel 135 a.C. Tolomeo, genero di Simone, tradì il sommo sacerdote e lo assassinò assieme a due dei suoi figli, cercando di impossessarsi di Gerusalemme con l'aiuto dei filo-ellenisti. Benché al terzo figlio di Simone, Giovanni Ircano, riuscì di riprendere in mano la situazione, Antioco VII approfittò di quella situazione di debolezza per raggiungere Gerusalemme e porla sotto assedio. I tentativi di penetrare in città, così come quelli dei difensori di rompere l'accerchiamento furono infruttuosi, ma il progressivo venir meno delle scorte di cibo costrinse Giovanni ad un certo punto ad espellere da Gerusalemme la popolazione incapace di combattere, che, impedita dagli assedianti ad andarsene, rimase intrappolata a morire di fame tra i due fronti. Solo in occasione della festa delle capanne (settembre-ottobre 134 a.C.) il sommo sacerdote riammise in città i fuoriusciti, allorché Antioco gli concesse una settimana di tregua per celebrare la festività e offrì lui stesso spezie pregiate, incenso e buoi per celebrare degni sacrifici. Per tale comportamento, il re seleucide si guadagnò l'epiteto di Eusebes ("pio"). Giovanni Ircano allora si risolse a chiedere la pace e Antioco avviò i negoziati, in ciò, stando allo storico greco Diodoro, ignorando i suoi consiglieri, che invece premevano per lo sterminio degli Ebrei perché inconciliabili con la cultura ellenica. Gli Ebrei cedettero tutte le armi, garantirono sostegno militare per le successive campagne del re e pagarono un tributo per ogni loro possedimento al di fuori della Giudea, in più evitarono l'insediamento di una guarnigione in Gerusalemme in cambio della cessione di ostaggi e del pagamento di 500 talenti, che, secondo Giuseppe Flavio, Giovanni Ircano riuscì a mettere assieme depredando la tomba del re Davide. Altre fonti antiche, giudicate dai più non attendibili, riportano che Antioco VII avrebbe imposto in quell'occasione anche l'uccisione del sommo sacerdote e dell'intera nobiltà gerosolimitana.
La spedizione contro Gerusalemme si risolse certamente in un successo per il regno di Siria, tuttavia ci si è più volte interrogati sulle ragioni della clemenza mostrata da Antioco VII, in netto contrasto con la politica tenuta dai suoi predecessori, da Antioco IV in poi, fino a Trifone. Giuseppe Flavio la ascrive genericamente al buon carattere e al senso religioso del re. La storica Tessa Rajak ha invece ipotizzato che Antioco VII non volesse inimicarsi i Romani, che avevano stretto legami di amicizia con gli Ebrei e non erano interessati a che i Seleucidi recuperassero il loro potere d'un tempo, mettendo in pericolo la loro preminenza nell'area mediterranea; se tuttavia il re abbia subito pressioni da parte di inviati di Roma non è riferito da fonti dell'epoca. I più sono dell'idea che Antioco VII abbia semplicemente effettuato un calcolo di costi e benefici e concluso che sarebbe stato svantaggioso prolungare la guerra per sottomettere definitivamente gli Ebrei, quando poteva nell'immediato ricavare il pagamento di tributi e la fornitura di truppe in cambio di una certa autonomia. La sua successiva impresa, la spedizione per riannettersi la Mesopotamia e la Persia, avrebbe richiesto infatti fondi molto ingenti.

### La spedizione in Oriente
I Parti erano nemici del regno di Siria da molto tempo, avendone occupato la parte orientale e mirando ad estendere i loro domini ancora verso ovest. Nel 139 a.C. avevano fatto prigioniero Demetrio II, il fratello di Antioco e legittimo re, e attendevano il momento opportuno per utilizzarlo ai danni di Antioco stesso, per influenzare la politica dell'impero seleucide a proprio vantaggio. Oltre a neutralizzare questa minaccia perenne al suo trono, Antioco probabilmente voleva restaurare la potenza seleucide in Oriente, approfittando della momentanea debolezza dell'impero partico, che subiva le incursioni dei nomadi della steppa.
Le fonti dell'epoca riportano che Antioco VII radunò per la sua campagna in Oriente un'armata che contava tra le 80.000 e le 100.000 unità, la più grande che i Seleucidi avessero assemblato dai tempi di Antioco il Grande. Fra essi militavano anche 10.000 soldati ebrei comandati da Giovanni Ircano. In più è riportata che con essi partì un seguito che contava tra 200.000 e 300.000 civili, fra cuochi, panettieri, attori, prostitute, attendenti, servitori e altri. I soldati portavano decorazioni d'oro e d'argento persino sulle scarpe, e addirittura le pentole e gli strumenti di cucina erano in metalli pregiati: sembrava che l'esercito stesse andando a un banchetto più che in battaglia (così Giustino e Orosio). Nell'esercito seleucide vi era effettivamente un tenore di vita alto ed era consueto che i soldati portassero splendide decorazioni per intimorire il nemico. In più Antioco intendeva verosimilmente dare del suo regno una manifestazione di rinnovata potenza e splendore, per ricollegarsi ai fasti che esso aveva avuto in passato. Ma se il numero di soldati è possibilmente vicino a quello reale, le altre cifre e i dettagli sulle stravaganze sono probabilmente esagerazioni, atte a dipingere i Siri come tipicamente decadenti e debosciati. Ad ogni modo, questa fu l'ultima grande campagna militare organizzata dai Seleucidi.

La spedizione ebbe inizio nel 130 a.C. (per Thomas Fischer già nel 131 a.C.). L'esercito guidato da Antioco attraversò l'Eufrate e affrontò con successo i Parti in tre battaglie campali. Una di queste si consumò sul Lykos, un affluente del Tigri, ove venne battuto il generale Indate e i Siri eressero quindi un tropaion, un monumento celebrativo della vittoria. Molti potentati asiatici, che solo da poco erano caduti sotto l'egida partica, si ribellarono ai dominatori e passarono dalla parte dei Seleucidi. Raggiunta Babilonia, Antioco si assegnò l'epiteto "il Grande". Vista la rapidità di questi successi, quando il re dei Parti, Fraate II, gli chiese la pace, Antioco VII pose delle condizioni estremamente dure: la restituzione di Demetrio II e di tutti i territori che in passato erano stati sotto il dominio seleucide e inoltre il pagamento di un tributo. L'impero partico si sarebbe in questo modo ridotto ad un semplice Stato satellite di Antiochia, per cui Fraate ruppe i negoziati e nella primavera del 130 a.C. la guerra riprese. Claudio Eliano e Giulio Ossequente riportano l'aneddoto, che al momento di rimettersi in marcia ci si accorse che una rondine aveva nidificato nella tenda del re, un presagio infausto, che però Antioco ignorò. L'esercito siro arrivo fino a Susa ed Ecbatana, nel cuore dell'impero partico, senza incontrare significative resistenze, mentre Fraate, ormai a corto di mezzi, fu costretto a chiedere l'aiuto militare dei suoi nemici Saka (che nelle fonti sono chiamati genericamente "Sciti"). Nell'inverno del 130 a.C. rimanevano ad opporsi ai Siri solo alcune città iraniche. Ma la grandezza dell'armata seleucide costituiva ora un grave problema, perché, per mantenersi, i soldati si abbandonarono a pesanti saccheggi ai danni degli indigeni, che peraltro si trovavano sotto il dominio partico da molto più tempo e consideravano quindi Antioco un invasore straniero. Isolati dalle retrovie e smarriti in una regione ostile, i singoli reparti dell'armata seleucide cominciarono a cadere vittima di agguati organizzati dai Parti con l'aiuto della popolazione locale. In più Fraate rispedì ad Antiochia il suo prigioniero Demetrio II, fratello di Antioco, per destabilizzare ulteriormente la posizione dei Seleucidi. In questa situazione caotica, Antioco, che al comando di un battaglione cercava di riunire le sue forze e organizzare la controffensiva, fu intercettato in una vallata da un esercito partico, che le fonti antiche dicono contasse 120.000 uomini; i suoi strateghi gli consigliarono di ritirarsi sulle montagne, dove sarebbe stato semplice respingere la micidiale cavalleria partica, ma il re rifiutò e dette battaglia ai nemici; sopraffatti dalla superiorità del nemico, il comandante Ateneo e parte delle truppe sire si dettero alla fuga e Antioco, abbandonato indietro, cadde (Appiano e Claudio Eliano riportano che si suicidò per non venire fatto prigioniero, gli altri storici antichi scrivono che fu ucciso). Lo storico Ateneo, citando l'opera di Posidonio, riferisce che Fraate offrì uno splendido funerale alle esequie di Antioco e lo celebrò con un discorso ironico ma non privo di rispetto.

## Epilogo
Dopo il disastroso esito della campagna in Oriente, il regno di Siria non si riprese più: i popoli sottomessi si ribellarono, i regni vicini ridussero i suoi confini e il trono venne insanguinato da una serie ininterrotta di conflitti dinastici. Alla morte di Antioco VII gli sarebbe dovuto succedere il suo figlio di cinque anni Seleuco, che però fu fatto prigioniero dai Parti (secondo Giovanni di Antiochia invece si rifugiò spontaneamente presso di loro, perché temeva che suo zio Demetrio lo avrebbe ucciso per eliminare un rivale al trono). Il re Fraate stesso prese in moglie una figlia di Antioco VII (che quello aveva portato con sé, forse per farle sposare un satrapo alleato) e ne fece sposare una sua al giovane Seleuco. Recuperò anche velocemente la Babilonide e si vendicò crudelmente contro gli abitanti di Seleucia, mentre il suo satrapo Imero distruggeva per punizione molte delle più splendide zone di Babilonia. Molti dei soldati che erano stati catturati durante il disastro furono arruolati a forza dai Parti in una sorta di legione ellenica, ma quando più tardi il re guidò il suo esercito in battaglia contro i Saka, il reparto ellenico lo abbandonò sul campo ed egli perciò cadde. Anche Giovanni Ircano, tornato con i suoi dall'Oriente, approfittò della caduta di Antioco, conquistando la piena indipendenza della Giudea.
Nel 129 a.C. Demetrio II, fratello di Antioco VII, liberato da Fraate, raggiunse Antiochia e si insediò come re per la seconda volta. Ma subito scoppiò un nuovo conflitto dinastico, in cui a Demetrio si oppose un certo Zabina, il quale si presentò come figlio adottivo di Antioco VII, avendo ricevuto da Fraate le spoglie del defunto re in un sarcofago d'argento. Nel 116 a.C. poi fece ritorno in Siria uno dei figli di Antioco VII, Antioco Ciziceno, a reclamare a sua volta il trono contro il cugino Antioco VIII Gripo. I due contendenti e i rispettivi discendenti guerreggiarono fra loro fino a quando, nel 64 a.C., il generale romano Pompeo ridusse la Siria a provincia romana.

## Ascendenza
|                      |                             |                                  | Genitori                                     |  |  | Nonni |  |  | Bisnonni       |  |  | Trisnonni      |  |
|                      |                             |                                  |                                              |  |  |       |  |  | 8. Antioco III |  |  | 16. Seleuco II |  |
|                      |                             |                                  |                                              |  |  |       |  |  | 8. Antioco III |  |  | 16. Seleuco II |  |
|                      |                             | 17. Laodice II                   |                                              |  |  |       |  |  | 8. Antioco III |  |  |                |  |
| 4. Seleuco IV        |                             |                                  |                                              |  |  |       |  |  | 8. Antioco III |  |  |                |  |
|                      |                             | 9. Laodice III                   | 18. Mitridate II del Ponto                   |  |  |       |  |  |                |  |  |                |  |
|                      |                             | 9. Laodice III                   | 18. Mitridate II del Ponto                   |  |  |       |  |  |                |  |  |                |  |
|                      |                             | 9. Laodice III                   | 19. Laodice                                  |  |  |       |  |  |                |  |  |                |  |
| 2. Demetrio I Sotere |                             | 9. Laodice III                   |                                              |  |  |       |  |  |                |  |  |                |  |
|                      |                             | 10. Antioco III (= 8.)           | 20. Seleuco II (= 16.)                       |  |  |       |  |  |                |  |  |                |  |
|                      |                             | 10. Antioco III (= 8.)           | 20. Seleuco II (= 16.)                       |  |  |       |  |  |                |  |  |                |  |
|                      |                             | 10. Antioco III (= 8.)           | 21. Laodice II (= 17.)                       |  |  |       |  |  |                |  |  |                |  |
| 5. Laodice IV        |                             | 10. Antioco III (= 8.)           |                                              |  |  |       |  |  |                |  |  |                |  |
|                      |                             | 11. Laodice III (= 9.)           | 22. Mitridate II del Ponto (= 18.)           |  |  |       |  |  |                |  |  |                |  |
|                      |                             | 11. Laodice III (= 9.)           | 22. Mitridate II del Ponto (= 18.)           |  |  |       |  |  |                |  |  |                |  |
|                      |                             | 11. Laodice III (= 9.)           | 23. Laodice (= 19.)                          |  |  |       |  |  |                |  |  |                |  |
| 1. Antioco VII       |                             | 11. Laodice III (= 9.)           |                                              |  |  |       |  |  |                |  |  |                |  |
|                      | 12. Antioco III (= 8., 10.) | 24. Seleuco II (= 16., 20.)      |                                              |  |  |       |  |  |                |  |  |                |  |
|                      | 12. Antioco III (= 8., 10.) | 24. Seleuco II (= 16., 20.)      |                                              |  |  |       |  |  |                |  |  |                |  |
|                      | 12. Antioco III (= 8., 10.) | 25. Laodice II (= 17., 21.)      |                                              |  |  |       |  |  |                |  |  |                |  |
| 6. Seleuco IV (= 4.) | 12. Antioco III (= 8., 10.) |                                  |                                              |  |  |       |  |  |                |  |  |                |  |
|                      |                             | 13. Laodice III (= 9., 11.)      | 26. Mitridate II del Ponto (= 18., 22.)      |  |  |       |  |  |                |  |  |                |  |
|                      |                             | 13. Laodice III (= 9., 11.)      | 26. Mitridate II del Ponto (= 18., 22.)      |  |  |       |  |  |                |  |  |                |  |
|                      |                             | 13. Laodice III (= 9., 11.)      | 27. Laodice (= 19., 23.)                     |  |  |       |  |  |                |  |  |                |  |
| 3. Laodice V         |                             | 13. Laodice III (= 9., 11.)      |                                              |  |  |       |  |  |                |  |  |                |  |
|                      |                             | 14. Antioco III (= 8., 10., 12.) | 28. Seleuco II (= 16., 20., 24.)             |  |  |       |  |  |                |  |  |                |  |
|                      |                             | 14. Antioco III (= 8., 10., 12.) | 28. Seleuco II (= 16., 20., 24.)             |  |  |       |  |  |                |  |  |                |  |
|                      |                             | 14. Antioco III (= 8., 10., 12.) | 29. Laodice II (= 17., 21. 25.)              |  |  |       |  |  |                |  |  |                |  |
| 7. Laodice IV (= 5.) |                             | 14. Antioco III (= 8., 10., 12.) |                                              |  |  |       |  |  |                |  |  |                |  |
|                      |                             | 15. Laodice III (= 9., 11., 13.) | 30. Mitridate II del Ponto (= 18., 22., 26.) |  |  |       |  |  |                |  |  |                |  |
|                      |                             | 15. Laodice III (= 9., 11., 13.) | 30. Mitridate II del Ponto (= 18., 22., 26.) |  |  |       |  |  |                |  |  |                |  |
|                      |                             | 15. Laodice III (= 9., 11., 13.) | 31. Laodice (= 19., 23., 27.)                |  |  |       |  |  |                |  |  |                |  |
|                      |                             | 15. Laodice III (= 9., 11., 13.) |                                              |  |  |       |  |  |                |  |  |                |  |